# 바티칸 사도 문서고

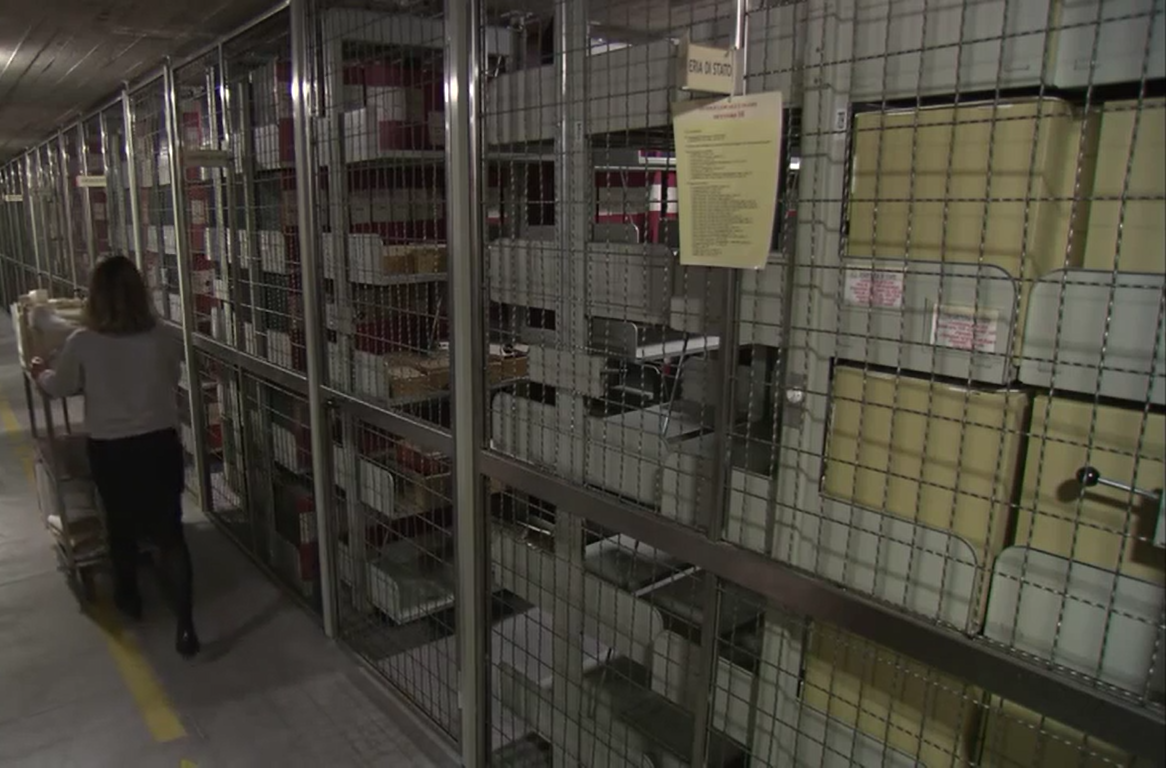

바티칸 비밀문서고(라틴어: Archivum Secretum Vaticanum)는 성좌에서 선포한 모든 법령을 보관하기 위해 바티칸 시국에 세운 중앙 저장소이다. 바티칸 비밀문서고는 또한 국제 외교 문서, 서신, 교황의 회계 장부 그리고 지난 세기에 교회가 축적한 다른 수많은 서류가 보관되어 있다. 17세기에 교황 바오로 5세의 지시로 비밀문서고는 바티칸 도서관에서 다른 장소로 옮겨졌으며, 19세기 후반까지 바티칸과 관련이 없는 외부인들의 접촉은 철저하게 통제됐으나 교황 레오 13세에 의해 다시 개방되었다.

## 범위
바티칸 비밀문서고는 다 이으면 84km 길이의 선반을 비롯하여 선택식 분류 목록만 해도 35,000권이 있는 것으로 추정된다. 2005년 현재 규정에 따라, 색인 자료들의 발행은 부분적 또는 전체적으로 금지되어 있다. 바티칸 비밀문서고는 자체적으로 촬영소와 보존실을 유지하고 있다.
바티칸에 있는 웹사이트에 들어가 보면, 가장 오래된 문서는 연대가 8세기 말엽까지 거슬러 올라간다. 몇 차례 일어난 이전과 정치적 동란으로 말미암아 교황 인노첸시오 3세 시대 이전의 문서 자료들은 대부분 거의 소실되었다. 13세기 이전에는 문서 분류 체제가 제대로 되어 있지 않았지만, 1198년부터는 더한층 완비한 문서고가 나타났다. 이후로 잉글랜드의 헨리 8세가 보낸 혼인 무효 청원서, 미켈란젤로의 편지들과 같이 세계 역사상 중요한 인물들이 보낸 편지들이 문서 자료의 분류 정리에 포함되었다.

## 이용
바티칸 비밀문서고는 바티칸 미술관과 인접해 있으며, 포르타 디 산 안나 인 비아 디 포르타 안젤리카(Porta di S. Anna in via di Porta Angelica)를 거쳐서 들어갈 수 있다. 아무나 출입할 수 없으며, 허가를 받은 학자들은 자신들이 열람하고 싶어 하는 문서의 이름을 사전에 정확히 말해서 요청해야 한다. 따라서, 학자들은 자신들이 보고자 하는 문서가 있는지 반드시 알아야 한다.

## 문서고 개방
문서고가 있는 조직 대부분은 그들의 문서를 일반 대중에 공개할 때, 공개하면 해로울 수 있는 민감한 내용이 담긴 문서가 유출될 것을 염려하여 시간제한을 둔다. 바티칸 비밀문서고도 예외는 아니다. 바티칸 비밀문서고의 문서들은 관례에 따라 작성된 날로부터 75년이라는 시간이 흐르고 나서야 대중이 열람할 수 있다. 평생 기밀을 요하는 비밀문서들은 항상 별도로 보관한다.
1883년, 교황 레오 13세는 1815년 혹은 그 전년도 일자의 문서들을 성직자가 아닌 학자들에게 공개하였다. 바티칸 비밀문서고를 이용한 최초의 역사학자는 교황에 호의적인 역사학자였던 루트비히 폰 파스토어였다. 바티칸 비밀문서고는 교황 그레고리오 16세의 재임이 끝난 후(1846년 6월 1일)에 공개하도록 하였으며, 1924년에 문서들을 공개하였다. 이후 공개된 교황들의 재임 때 비밀문서들은 아래와 같다.
- 1966년: 교황 비오 9세(1846-1878) 재임 시절의 문건들. 비오 9세 재임 시절의 문건 공개는 교황 비오 12세의 재임 중에 계획되었다.
- 1978년: 교황 레오 13세(1878-1903) 재임 시절의 문건들.
- 1985년: 교황 비오 10세(1903-1914) 재임 시절과 교황 베네딕토 15세(1914-1922) 재임 시절의 문건들.

2002년 2월 20일, 교황 요한 바오로 2세는 교황청 국무원의 역사 문서고(제2구역)에 있는 몇몇 문서들을 2003년도부터 이용할 수 있도록 하는 놀라운 조처를 하였다. 이 문서들은 교황 비오 11세의 재임 동안 바티칸과 독일 간 관계와 관련이 있었다. 바티칸이 이런 결정을 내린 이유는 일부 부당하고 경솔한 견해에 종지부를 찍기 위해서였다.

## 같이 보기
- 국립 아카이브 목록